# Powiat Vöcklabruck
Powiat Vöcklabruck (niem. Bezirk Vöcklabruck) – powiat w Austrii, w kraju związkowym Górna Austria, w Hausruckviertel. Siedziba powiatu znajduje się w mieście Vöcklabruck.

## Geografia
Powiat Vöcklabruck graniczy z następującymi powiatami: na północnym zachodzie Braunau am Inn i Ried im Innkreis, na północy Grieskirchen, na północnym wschodzie Wels-Land, na wschodzie Gmunden, na południu i zachodzie Salzburg-Umgebung w kraju związkowym Salzburg.
Południowa część powiatu znajduje się w Północnych Alpach Wapiennych, w grupie Salzkammergut.

## Podział administracyjny
Powiat podzielony jest na 52 gminy, w tym trzy gminy miejskie (Stadt), 13 gmin targowych (Marktgemeinde) oraz 36 gmin wiejskich (Gemeinde).
| Miasta 1. Attnang-Puchheim (9201) 2. Schwanenstadt (4649) 3. Vöcklabruck (12 769) Gminy targowe 1. Ampflwang im Hausruckwald (3367) 2. Frankenburg am Hausruck (5202) 3. Frankenmarkt (3804) 4. Lenzing (5226) 5. Mondsee (4123) 6. Ottnang am Hausruck (4068) 7. Regau (7021) 8. Schörfling am Attersee (3491) 9. Seewalchen am Attersee (5761) 10. St. Georgen im Attergau (4701) 11. Timelkam (6010) 12. Vöcklamarkt (5177) 13. Wolfsegg am Hausruck (1999) | Gminy 1. Attersee am Attersee (1634) 2. Atzbach (1262) 3. Aurach am Hongar (1850) 4. Berg im Attergau (1138) 5. Desselbrunn (1905) 6. Fornach (1007) 7. Gampern (3125) 8. Innerschwand am Mondsee (1262) 9. Manning (778) 10. Neukirchen an der Vöckla (2630) 11. Niederthalheim (1137) 12. Nußdorf am Attersee (1139) 13. Oberhofen am Irrsee (1733) 14. Oberndorf bei Schwanenstadt (1383) 15. Oberwang (1774) 16. Pfaffing (1541) 17. Pilsbach (637) 18. Pitzenberg (575) | 1. Pöndorf (2421) 2. Puchkirchen am Trattberg (1108) 3. Pühret (640) 4. Redleiten (538) 5. Redlham (1639) 6. Rüstorf (2303) 7. Rutzenham (299) 8. Schlatt (1432) 9. St. Lorenz (2612) 10. Steinbach am Attersee (907) 11. Straß im Attergau (1540) 12. Tiefgraben (4103) 13. Ungenach (1475) 14. Unterach am Attersee (1539) 15. Weißenkirchen im Attergau (966) 16. Weyregg am Attersee (1582) 17. Zell am Moos (1672) 18. Zell am Pettenfirst (1246) |
| (liczba mieszkańców 1 stycznia 2023) | | |